# 维勒讷韦特
维勒讷韦特（法語：Villeneuvette，法語發音：[vilnœvɛt]）是法国埃罗省的一个市镇，属于洛代沃区。

## 地理
维勒讷韦特（43°36'37"N, 3°23'59"E）面积3.14 平方千米，位于法国奧克西塔尼大區埃罗省，该省份为法国南部沿海省份，南濒地中海，西南接奥德省，西北接塔恩省和阿韦龙省，东北与加尔省接壤。
与维勒讷韦特接壤的市镇（或旧市镇、城区）包括：卡布里耶尔、克莱蒙莱罗、略朗卡布里耶尔、穆雷兹、内比扬。

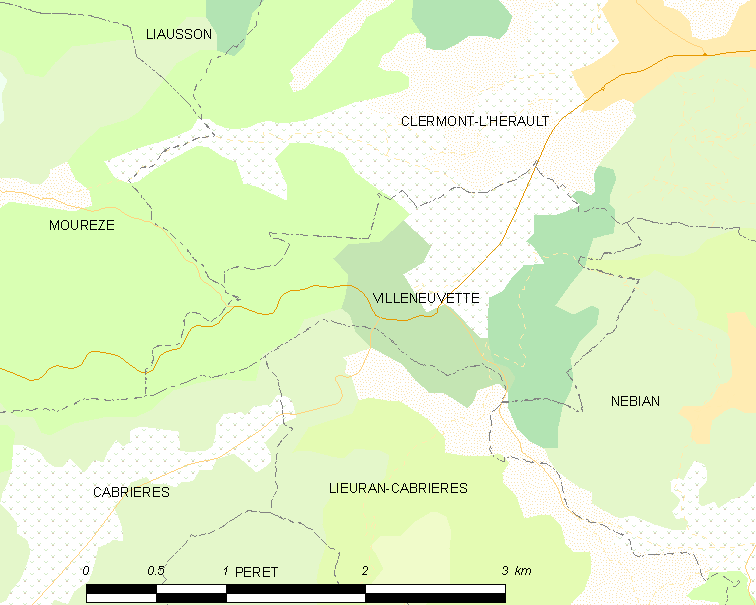
维勒讷韦特的OSM定位图

维勒讷韦特的时区为UTC+01:00、UTC+02:00（夏令时）。

## 行政
维勒讷韦特的邮政编码为34800，INSEE市镇编码为34338。

## 政治
维勒讷韦特所属的省级选区为克莱蒙莱罗县。

## 人口

1962-2008年间维勒讷韦特人口变化图示

维勒讷韦特于2022年1月1日时的人口数量为66人。